# 黑蒴醇
黑蒴醇是一种有机化合物，分子式C19H22O6，属于一种独脚金内酯，存在于紅菽草（Trifolium pratense）等植物中。